# Irene García
Irene García Macías (Sanlúcar de Barrameda, 8 de marzo de 1980) es una política española del PSOE y alcaldesa del municipio andaluz de Sanlúcar de Barrameda desde 2007 hasta 2013.

## Biografía
Es madre de dos niños. Afiliada al PSOE desde el año 2000, es licenciada en Derecho. Desde 2003 hasta 2007 fue concejala del Ayuntamiento de Sanlúcar. En este mismo periodo, como diputada provincial, siendo sucesivamente responsable de las áreas de Juventud e Igualdad, Cooperación Internacional y Consumo y Cultura de la Diputación Provincial de Cádiz. 
En las municipales de 2011, volvió a ganarlas por mayoría simple, siendo reelegida como alcaldesa de Sanlúcar de Barrameda. Desde mayo de 2012 es también portavoz del PSOE en la Diputación Provincial de Cádiz y forma parte de la ejecutiva regional del PSOE-A, y en julio del mismo año fue elegida secretaria general del PSOE de Cádiz.
El 13 de septiembre de 2013 presentó su renuncia a la alcaldía de Sanlúcar.
El 26 de junio de 2015 es elegida presidenta de la Diputación de Cádiz, siendo la primera mujer en ocupar tal cargo.Cargo que ocupó hasta 2022, fecha en la que se convirtió en diputada regional.